# Estado de Hanôver

Bandeira do Estado de Hanover

O Estado de Hanover (em alemão: Land Hannover) foi um estado de curta duração dentro da Zona Britânica da Alemanha ocupada pelos Aliados. Existiu por 92 dias durante a dissolução do Estado Livre da Prússia após a Segunda Guerra Mundial até a fundação da Baixa Saxônia em 1946. O estado se viu na tradição do antigo Reino de Hanover, anexado pela Prússia em 1866, refletido no emblema do estado Saxon Steed. Depois que a Baixa Saxônia foi fundada pela fusão de Hanover com vários estados menores, ela continuou a usar os emblemas de Hanover.